# Lindsaea neocultrata
Lindsaea neocultrata là một loài dương xỉ trong họ Lindsaeaceae. Loài này được Ching & Chu H. Wang mô tả khoa học đầu tiên năm 1959.
Danh pháp khoa học của loài này chưa được làm sáng tỏ. 